# Hapton (Norfolk)
Hapton is een plaats in het Engelse graafschap Norfolk, 3 mijl (5 km) ten noordwesten van Long Stratton. Het vormt samen met Tharston de civil parish Tharston and Hapton. Volgens een census in 1931 telde Hapton toen 159 inwoners. Hapton komt in het Domesday Book (1086) voor als 'Apetuna'/'Habetuna'/'Habituna'.
De plaatselijke kerk stamt waarschijnlijk uit de 13e of vroege 14e eeuw en is toegewijd aan St Margaret.